# Candyman 2 – Die Blutrache
Candyman 2 – Die Blutrache ist ein US-amerikanischer Horrorfilm aus dem Jahre 1995. Es ist die Fortsetzung von Candyman’s Fluch aus dem Jahre 1992. Die Hauptrolle des Monsters mit dem Haken übernahm erneut Tony Todd. Vier Jahre später folgte mit Candyman 3 – Der Tag der Toten eine weitere Fortsetzung, 2021 wurde Candyman veröffentlicht.

## Handlung
Der Film beginnt damit, dass ein Abgeordneter über den Fluch des Candyman berichtet, der einst aufgrund einer verbotenen Liebe zu Tode gequält wurde. Wie bereits im ersten Teil muss der Name des Candymans fünf Mal genannt werden, um den ruhelosen Geist herbeizurufen und ihn somit zu neuen Taten zu erwecken. Der Abgeordnete überwältigt ungläubig diese Hürde und wird dafür auf der Herrentoilette in einem nahegelegenen Restaurant von einem Haken aufgeschlitzt. Ethan Tarrant wird für die Gräueltat verantwortlich gemacht, da er dem Abgeordneten davor Morddrohungen zugeflüstert hat. Nun kommt der Film zur Haupthandlung.
Annie Tarrant ist eine Lehrerin an einer Middle School in New Orleans. Sie unterrichtet Bildende Kunst. Annie hat einen Freund namens Paul McCeever. An einem Tag, an dem die Schüler Bilder malen sollten, entdeckt sie bei einem ihrer Schüler das Bild des Candyman. Nach kurzer Diskussion um die Legende ruft Annie vor dem Spiegel fünf Mal dessen Namen. Schließlich sieht sie den Verstorbenen in ihren Träumen, wird so unfreiwillig Augenzeugin einiger Gräueltaten, etwa der Ermordung ihres Mannes. Schließlich findet sie heraus, dass der Candyman sie als seine Frau auserkoren hat. Er will Annie töten und sie mit ins Jenseits nehmen, da sie ihn an seine große Liebe erinnert. Mit der Zerstörung eines kleinen Dammes an ihrem Fluss verbannt sie den Candyman zurück in den Spiegel. Am Ende sieht man ihre Tochter, die in einer Nacht vor ihrem Spiegel Candymans Namen aussprechen will, jedoch beim fünften Mal von ihrer Mutter aufgehalten wird.

## Synchronisation
| Rolle                        | Darsteller          | Synchronsprecher    |
| ---------------------------- | ------------------- | ------------------- |
| Daniel Robitaille / Candyman | Tony Todd           | Frank Glaubrecht    |
| Annie Tarrant                | Kelly Rowan         | Susanne von Medvey  |
| Reverend Ellis               | Bill Nunn           | Manfred Erdmann     |
| Ethan Tarrant                | William O’Leary     | Dominik Auer        |
| Octavia Tarrant              | Veronica Cartwright | Maddalena Kerrh     |
| Honore Thibideaux            | Matt Clark          | Franz Rudnik        |
| Heyward Sullivan             | Randy Oglesby       | Karl-Heinz Krolzyk  |
| Detective Ray Levesque       | David Gianopoulos   | Manfred Trilling    |
| Paul McKeever                | Timothy Carhart     | Frank Röth          |
| Coleman Tarrant              | Michael Bergeron    | Thomas Rau          |
| Pam Carver                   | Fay Hauser          | Kathrin Simon       |
| Caroline Sullivan            | Caroline Barclay    | Veronika Neugebauer |
| Phillip Purcell              | Michael Culkin      | Thomas Fritsch      |
| Drew                         | George Lemore       | Cyril Geffcken      |

## Trivia
- Der Film spielte in den US-Kinos knapp 14 Mio. Dollar ein.[3]
- Das ursprüngliche Filmposter wurde damals als sehr kontrovers betrachtet, da zu dieser Zeit der Prozess gegen O. J. Simpson noch sehr publik war. Es zeigte einen schwarzen Mann, der sich an eine weiße Frau heranschlich.
- Die Indizierung des Films wurde im September 2020 wieder aufgehoben. Eine Neuprüfung durch die FSK ergab eine Altersfreigabe ab 18 Jahren für die ungekürzte Fassung.[4]

## Kritiken
„Im Karneval von New Orleans angesiedelter Horrorfilm, der solide Spannung erzeugt, durch detailliert ausgemalte Grausamkeiten aber über das Ziel hinausschießt. Unfreiwillig komisch wird der Film immer dann, wenn er seinen finsteren Titelhelden als Racheengel und Passionsfigur in einem zu stilisieren versucht.“

„Das gravierende Manko dieses längst nicht so politisch motivierten Nachfolgers des Überraschungshits von 1992 sind die unfreiwillig komisch und steif wirkende Präsenz von Tony Todd in der Titelrolle und die einfallslos inszenierten Metzelsequenzen. Kellie Rowan und Veronica Cartwright als ihre alkoholsüchtige Mutter mühen sich hingegen wacker, dem abgegriffenen Material Substanz zu verleihen.“